# Prometej (2012.)
Prometej (eng. Prometheus) je znanstveno-fantastični film iz 2012. godine kojeg je režirao Ridley Scott, a čiji su scenarij napisali Jon Spaihts i Damon Lindelof. U filmu su glavne uloge ostvarili Noomi Rapace, Michael Fassbender, Guy Pearce, Idris Elba, Logan Marshall-Green i Charlize Theron. Radnja filma smještena je u kasno 21. stoljeće, a fokusirana je na posadu svemirskog broda Prometej koja slijedi zvjezdanu mapu koju su pronašli u ostavštini drevnih kultura na Zemlji. Posada, u potrazi za počecima čovječanstva, dolazi na udaljeni planet te otkriva naprednu civilizaciju i prijetnju koja može uništiti kompletnu ljudsku rasu. 
Razvoj filma započeo je početkom 2000-ih godina kao peti nastavak poznate Alien franšize. Scott i redatelj James Cameron razvili su ideje za film koje bi poslužile kao prethodnik Scottovog znanstveno-fantastičnog horora iz 1979. godine - Aliena. Ipak, do 2003. godine već se razvio drugi projekt (Alien protiv Predatora) pa je ovaj ostao na policama sve dok 2009. godine Scott ponovno nije izrazio zanimanje za isti. Spaihts je napisao scenarij u kojem su opisani događaji koji se odvijaju prije onih iz filmova Alien serijala, ali je Scott želio usmjeriti samu priču u drugom smjeru kako bi se odmaknuo od ranijih filmova. Kasne 2010. godine, Lindelof je ušao u projekt te započeo raditi na Spaihtsovom scenariju pa su on i Scott razvili priču koja prethodi priči iz Aliena, ali nije direktno vezana za franšizu. Prema Scottovim izjavama, premda film dijeli "određeni DNA s Alienom" i događa se u istom univerzumu, Prometej razrađuje svoju vlastitu mitologiju i ideje.
Produkcija filma Prometej započela je u travnju 2010. godine uz ekstenzivne faze dizajna tijekom kojih su se razvijali tehnologija i stvorenja potrebni za film. Snimanje filma započelo je u ožujku 2011. godine uz procijenjeni budžet od 120, 130 milijuna dolara. Tijekom cijelog snimanja korištene su 3D kamere na lokacijama u Engleskoj, Islandu, Španjolskoj i Škotskoj. Marketinška kampanja za film uglavnom je bila fokusirana na Internet. Snimljena su tri različita video isječka s troje glavnih glumaca koji su se nalazili "u likovima", a koja su proširivala elemente izmišljenog univerzuma; isječci su uglavnom dobili pozitivne kritike. Kino distribucija filma Prometej krenula je 1. lipnja 2012. godine u Ujedinjenom Kraljevstvu, 7. lipnja u Hrvatskoj, a 8. lipnja u Sjevernoj Americi. Sveukupna kino zarada filma do danas iznosi preko 400 milijuna dolara u svijetu. Kritike su filmu uglavnom bile naklonjene, a posebno su hvaljeni bili vizualni efekti te Fassbenderova performansa androida Davida. Međutim, sama radnja filma izazvala je pomiješane kritike od kojih su najviše bili kritizirani oni dijelovi koji nisu objašnjeni ili koji su bili previše predvidljivi.

## Radnja
Dok veliki svemirski brod odlazi s planeta koji naliči na Zemlju, izvanzemaljac nalik ljudskom biću pije crnu tekućinu te se ubrzo potom počne raspadati. Ostaci vanzemaljca padaju niz vodopad. Odmah potom njegov DNK otpočne biogenetičku reakciju. 
Godina je 2089., a arheolozi Elizabeth Shaw i Charlie Holloway otkrivaju zvjezdanu mapu u spilji u Škotskoj koja odgovara ostalim ranije pronađenim mapama iz nepovezanih drevnih kultura. Njih dvoje ovo protumače kao poziv od strane vanzemaljskih stvaratelja ljudskog roda, "Inženjera". Iste godine svemirski brod Prometej kreće na putovanje prema udaljenom mjesecu LV-223, a cijela posada broda spava tijekom putovanja. Android David nadgleda njihovo stanje u krio-snu (stazis). Nakon četiri godine putovanja svemirski brod Prometej približava se svojem odredištu 2093. godine. Android David budi posadu iz krio-sna. Nakon kratkog oporavka posade od krio-sna, ista je sazvana u hangar svemirskog broda na radni sastanak, gdje Meredith Vickers, voditeljica misije, pokreće hologramsku prezentaciju u kojoj se predstavlja Peter Weyland, stariji član upravnog odbora korporacije Weyland, koja u cijelosti financira izgradnju svemirske letjelice Prometej i putovanje na udaljeni mjesec LV-223. Ovdje posada saznaje da Peter Weyland više nije živ, kao i prve informacije cilja putovanja i njihove zadatke s njihovom misijom pronalaska Inženjera. Peter Weyland predstavlja članove posade, arheologe Elizabeth Shaw i Charlie-a Hollowaya ostalim članovima posade. Ovi ih potom upoznaju s pronađenim mapama međusobno nepovezanih drevnih kultura na Zemlji i kako je putovanje na udaljeni mjesec LV-223 s ciljem pronalaska Inženjera ljudskog roda na Zemlji. Voditeljica misije Meredith Vickers naređuje posadi da izbjegavaju bilo kakav kontakt s Inženjerima odnosno vanzemaljskom vrstom bez njezinog prethodnog odobrenja.
Uskoro letjelica Prometej slijeće u blizini velike umjetne strukture koju ekipa odmah istražuje. Unutar nje pronalaze bezbrojne kamene boce, monolitnu statuu ljudske glave i leš velikog izvanzemaljca za kojeg smatraju da pripada jednom od Inženjera. Pronalaze i druga tijela i pretpostave da je njihova vrsta izumrla. David u tajnosti uzima jednu kamenu bocu dok istovremeno iz ostalih počne teći crna tekućina. Budući se ubrzano približava oluja, ekipa je prisiljena vratiti se na Prometej, ali igrom slučaja u strukturi zarobljeni ostanu članovi Millburn i Fifield. David razgovara s nekim koga još ne vidimo, a koji mu govori da se mora "više potruditi". U brodskom laboratoriju ekipa otkriva da DNK Inženjera odgovara ljudskom DNK. David istražuje kamenu bocu i crnu tekućinu koja se u njoj nalazi. Nakon toga stavlja jednu kap u alkoholno piće koje daje Hollowayu. Ubrzo potom, Shaw i Holloway završe u krevetu. 
Za to vrijeme u strukturi, biće koje najviše sliči zmiji ubija Millburna te pospreja Fifieldovu kacigu korozivnom tekućinom koja se zbog toga otopi. Fifield pada licem prema dolje u baru crne tekućine. Nakon oluje ekipa se vraća u strukturu i pronalazi Millburnov leš. David, odvojen od ostalih, otkriva kontrolnu sobu u kojoj se nalazi jedan preživjeli Inežnjer u fazi krio-sna te zvjezdana mapa u kojoj je posebno obilježena Zemlja. Zbog konzumiranja kontaminiranog alkoholnog pića Holloway dobiva infekciju koja ubrzano uništava njegovo tijelo. Odvode ga natrag do letjelice Prometej, ali Vickers ga odbija pustiti u brod te ga uskoro, na njegovu molbu, spaljuje do smrti bacačem plamena. Kasnije medicinsko skeniranje otkriva da je Shaw, unatoč tome što je sterilna, zatrudnila i da nosi potomak izvanzemaljca. Zbog toga Shaw koristi automatiziranu komoru za izvođenje operacija kako bi izvadila biće. Također se saznaje da se Weyland cijelo vrijeme nalazio na brodu Prometej u krio-snu iako posada to nije znala te objašnjava Elizabeth da želi pitati Inženjere mogu li spriječiti njegovu nadolazeću smrt. U trenucima kada se Weyland sprema otići s broda saznajemo da mu je Meredith Vickers kćerka.
Fifield, koji je u međuvremenu mutirao zbog crne tekućine, napada hangar broda i ubija nekoliko članova posade prije nego njega uspiju ubiti. Kapetan broda Prometej, Janek, mišljenja je da je struktura bila dijelom vojne postrojbe Inženjera koja je izgubila kontrolu nad biološkim oružjem - crnom tekućinom. Također uskoro otkriva da je podzemna struktura zapravo svemirski brod. Weyland i tim vraćaju se u strukturu te bude Inženjera. David pokušava s njim razgovarati, ali mu ovaj otkida glavu, ubija Weylanda i gotovo cijelu njegovu ekipu. Elizabeth uspijeva pobjeći iz broda dok ga Inženjer stavlja u pogon. Upozorava Janeka da Inženjer odlazi na Zemlju gdje namjerava pustiti crnu tekućinu te ga nagovara da zaustavi letjelicu. Janek katapultira čamac za spašavanje s Prometeja te zabija brod u Inženjerevu letjelicu dok istovremeno Vickers bježi uz pomoć kapsule za spašavanje. Inženjereva oštećena letjelica pada na planet, a tijekom svog pada ubija Vickers. Shaw odlazi do čamca za spašavanje i otkriva da je njezin izvanzemaljski potomak (kojeg je izvadila iz sebe) još uvijek živ te da je narastao. Davidova još uvijek aktivna glava upozorava Shaw preko interkoma da je Inženjer preživio pad. Uskoro Inženjer dolazi i napada Elizabeth koja pušta aliena na Inženjera; Alien gurne jedan od svojih pipaka niz Inženjerovo grlo i na taj način ga porazi. U međuvremenu Shaw dolazi do Davidovih ostataka i uz njegovu pomoć lansira drugu letjelicu Inženjera s planeta (navodno je planet pun njihovih letjelica). Elizabeth napušta planet s namjerom da otkrije odakle potiču Inženjeri kako bi shvatila zbog čega su odlučili uništiti čovječanstvo.
Za to vrijeme biće Xenomorpha ili "Aliena" izlazi iz prsa Inženjera.

## Vanjske poveznice
- Project Prometheus
- Weyland Industries  Arhivirana inačica izvorne stranice od 6. ožujka 2012. (Wayback Machine)
- Prometej u internetskoj bazi filmova IMDb-a